# Lamont, Iowa
Lamont är en ort i Buchanan County i delstaten Iowa, USA.